# 800 m masculin à la Ligue de diamant 2012
Navigation
2011
L'épreuve du 800 mètres masculin de la Ligue de diamant 2012 se déroule du 19 mai au 30 août 2012. La compétition fait successivement étape à Shanghai, Eugene, Oslo, Paris, Londres, Stockholm et Zurich.

## Calendrier
| Date               | Meeting             | Ville     | Pays        |
| ------------------ | ------------------- | --------- | ----------- |
| 19 mai 2012        | Golden Grand Prix   | Shanghai  | Chine       |
| 2 juin 2012        | Prefontaine Classic | Eugene    | États-Unis  |
| 9 juin 2012        | Meeting de New York | New York  | États-Unis  |
| 6 juillet 2012     | Meeting Areva       | Paris     | France      |
| 13-14 juillet 2012 | London Grand Prix   | Londres   | Royaume-Uni |
| 17 août 2012       | DN Galan            | Stockholm | Suède       |
| 30 août 2012       | Weltklasse          | Zurich    | Suisse      |

## Résultats
| Date | Meeting   | 1er                                  | 1er   | 2e                                   | 2e    | 3e                                       | 3e    |
| --- | --------- | ------------------------------------ | ----- | ------------------------------------ | ----- | ---------------------------------------- | ----- |
| 19 mai 2012 | Shanghai  | Leonard Kosencha 1 min 46 s 04       | 4 pts | Timothy Kitum 1 min 46 s 20 (SB)     | 2 pts | André Olivier 1 min 46 s 74              | 1 pt  |
| 2 juin 2012 | Eugene    | Abubaker Kaki 1 min 43 s 71          | 4 pts | Mohammed Aman 1 min 43 s 74          | 2 pts | Nick Symmonds 1 min 44 s 32 (SB)         | 1 pt  |
| 9 juin 2012 | New York  | David Rudisha 1 min 41 s 74 (WL, MR) | 4 pts | Alfred Yego 1 min 44 s 49 (SB)       | 2 pts | Andrew Osagie 1 min 44 s 61 (PB)         | 1 pt  |
| 6 juillet 2012 | Paris     | David Rudisha 1 min 41 s 54 (WL, MR) | 4 pts | Antonio Reina 1 min 45 s 62          | 2 pts | Alfred Yego 1 min 45 s 68                | 1 pt  |
| 13-14 juillet 2012 | Londres   | Adam Kszczot 1 min 44 s 49           | 4 pts | Job Kinyor 1 min 44 s 60             | 2 pts | Andrew Osagie 1 min 45 s 21              | 1 pt  |
| 17 août 2012 | Stockholm | Mohammed Aman 1 min 43 s 56          | 4 pts | Taoufik Makhloufi 1 min 43 s 71 (PB) | 2 pts | Abraham Kipchirchir Rotich 1 min 44 s 23 | 1 pt  |
| 30 août 2012 | Zurich    | Mohammed Aman 1 min 42 s 53 (NR)     | 8 pts | David Rudisha 1 min 42 s 81          | 4 pts | Leonard Kosencha 1 min 44 s 29           | 2 pts |
| Records et Performances - AR : Record continental (area record) - CR : Record des championnats (championship record) - MR : Record du meeting (meet record) - NR : Record national (national record) - OR : Record olympique (olympic record) - PR : Record paralympique (paralympic record) - PB : Record personnel (personal best) - SB : Meilleure performance personnelle de la saison (season's best) - WL : Meilleure performance mondiale de l'année (world leader) - WJR : Record du monde junior (world junior record) - WR : Record du monde (world record) Circonstances et Conditions - DNF : N'a pas terminé (did not finish) - DNS : N'a pas pris le départ (did not start) - DQ : Disqualification (disqualification) - NM : Aucun essai valable enregistré (No Mark) - Q : Qualifié « directement » au prochain tour (ou à la prochaine compétition), lors d'une compétition majeure, grâce au classement ou à la réalisation des minima (automatic qualifier) - q : Qualifié au prochain tour (ou à la prochaine compétition), lors d'une compétition majeure, grâce au repêchage ou à la réalisation de l'une des meilleures performances parmi celles des « non qualifiés directement » (grâce au meilleur temps ou à la meilleure distance par exemple) (secondary qualifier) |           |                                      |       |                                      |       |                                          |       |

## Classement général
- Classement final[1] :

| Rang | Athlète          | Points |
| ---- | ---------------- | ------ |
| 1    | Mohammed Aman    | 14     |
| 2    | David Rudisha    | 12     |
| 3    | Leonard Kosencha | 6      |